# Iázide ibne Omar Alfazari
Iázide ibne Omar ibne Hubaira Alfazari (em árabe: يَزِيد بن عُمَر بن هُبَيْرَة الْفَزارِيّ الْغَطَفَانِيِّ الأعْرَابِيّ; romaniz.: Iazid ibn Umar ibn Hubaira al-Fazari; m. 750) foi o último governador omíada do Iraque. Filho do antigo governador Omar ibne Hubaira, tornou-se partidário do califa Maruane II na Terceira Guerra Civil Muçulmana, mas não conseguiu conter a investida da Revolução Abássida. Derrotado, foi capturado e executado pelos abássidas.

## Vida
Como seu pai, Omar ibne Hubaira, Iázide foi um caicita da Jazira, e reclamou pertencer à nobreza árabe tradicional, embora a família é desconhecida nas fontes até Omar. Iázide serviu como governador do Junde de Quinacerim sob Ualide II (r. 743–744), mas mudou seu apoio a Maruane II (r. 744–750) quando o último chegou na Síria. Durante a Terceira Fitna, Maruane nomeou Iázide para o governo do Iraque, que à época era mantido por forças opostas a Maruane. Iázide foi portanto a gastar os primeiros anos de seu ofício estabelecendo sua autoridade na província. Ele derrotou os carijitas de Aim Altamir, assim subjugando o Sauade, e conseguiu estender seu controle sobre Avaz, Jibal e Jazira.
Preocupado com as campanhas, contudo, negligenciou enviar ajuda ao governador do coração, Nácer ibne Saiar, quando foi confrontado pela eclosão da Revolução Abássida. No evento, com os exércitos abássidas marchando para oeste, eles derrotaram o representante de Iázide, Anre ibne Jubara, e alcançaram o Iraque. Iázide foi perseguindo de Cufa por uma rebelião da facção iamanita, e fugiu para Uacite. Lá, foi sitiado pelos abássidas por 11 meses, depois do que rendeu-se para Haçane ibne Cataba, que executou-o junto de seus oficiais seniores. Seus dois filhos, Daúde, que estava com Iázide em Uacite, e Mutana, que era governador de Iamama, foram mortos pelos abássidas, enquanto um terceiro, Mucalade, sobreviveu na Síria, onde ele e seus descendentes mantiveram sua influência.